# Association francophone des utilisateurs du Net
L’Association francophone des utilisateurs du Net, de l’e-business et de la société en réseau (AFNeT) a pour principaux objectifs de:
- promouvoir un espace d'échanges, de pensée, d'exploration des nouveaux usages, nouvelles formes d'organisation, pour déployer dans les organismes professionnels et la société des potentiels de transformation et de création de valeurs ouverts suscités par les nouvelles technologies,
- partager et promouvoir les meilleurs usages internationaux des systèmes ouverts, d'Internet et du e-business,
- partager et améliorer la compréhension des technologies les plus avancées,
- agir pour permettre leur accès au plus grand nombre,
- accompagner le changement : formalisation et pédagogie des nouveaux enjeux économiques, technologiques et sociétaux.

(Extrait de l'article 4 des statuts).
Son slogan est "Comprendre, Partager, Agir".

## Historique
L'AFNeT, anciennement AFUU (Association Française des Utilisateurs d'Unix et des systèmes ouverts), a été fondée en 1982.
Ses objectifs étaient alors de favoriser l'usage et le développement d'UNIX et des systèmes ouverts.
En 1997, L'AFUU participe à la création de la Fête de l'Internet.
En 2001, ses missions sont modifiées et l'AFUU devient l'AFNeT.
En 2003, l'AFNeT lance le projet Boostaero de standardisation des échanges numériques dans le secteur de l'aéronautique :
- Article de présentation du programme Boostaero
- Site officiel de Boostaero internationale

À partir de 2006, l'AFNeT coordonne le programme Tic PME 2010 :
- Présentation sur le site du MINEFE
- Site officiel du programme

En 2007, l'AFNet lance le Pacte Numérique pour une France Compétitive et Solidaire
En 2008, L'AFNeT organise « "Net2008 : du Pacte Numérique au Think-Tank de l'économie numérique »(Archive.org • Wikiwix • Archive.is • Google • Que faire ?).